# Cleora fuliginata
Cleora fuliginata là một loài bướm đêm trong họ Geometridae.